# Behrang Safari
Behrang Safari (persiska: بهرنگ صفری), född 9 februari 1985 i Teheran, Iran, är en svensk före detta fotbollsspelare (försvarare) som sist spelade för Lunds SK. Han har vunnit fyra SM-guld med MFF, schweiziska ligan fem gånger med FC Basel och belgiska ligan 2 gånger med RSC Anderlecht.
Behrang Safari, som är av iransk härkomst, har fått sitt namn efter den socialistiske författaren Samad Behrangi. 1987–1988, när han var två år gammal, flydde familjen till Sverige för att undgå Iran–Irak-kriget. Han är uppvuxen i Lund (Norra Fäladen).
Behrang Safari slutade sin elitkarriär i Malmö FF den 6 december 2020, och varvade ner i sin moderklubb Lunds SK i division 5.
Safari blev 2024 expertkommentator på Disney+ sändningar med Uefa Europa League och Uefa Conference League.

## Klubbkarriär
Safari debuterade som 19-åring i Allsvenskan med Malmö FF den 19 april 2004 på Ryavallen mot Elfsborg, då han kom in som avbytare. Det blev ytterligare ett par inhopp när Malmö FF blev mästare, och i andra säsongen vann Malmö FF Efes Pilsen-mästerskapet i Turkiet. När säsongen 2007 startade med Sören Åkerby som tränare var Safari självskriven i startelvan som vänsterback.
Efter att ha varit en av klubbens bästa spelare meddelade Malmö FF den 15 juni 2008 att de hade sålt Safari till det schweiziska laget FC Basel. Han debuterade i klubben den 23 juli 2008 på St. Jakob-Park när de spelade emot Grasshopper-Club Zürich. De vann med 1–0. Safari spelade sin första europeiska match när Basel mötte IFK Göteborg på Ullevi den 30 juli 2008. Det var en kvalomgång till UEFA cupen 2008/2009 och resultatet blev 1–1.
Efter tre år i Basel med Champions League-spel, Europa League-spel, två ligaguld och ett cup-guld så var Safari redo att testa något nytt och anta nya utmaningar. Sommaren 2011 bytte Safari klubb till belgiska RSC Anderlecht, dit även Guillermo Molins (från Malmö FF) anslöt under samma transferfönster. När Anderlecht värvade Behrang Safari från FC Basel trodde tränaren John van den Brom att han hade fått en vänstermittfältare, och han fick därför sparsamt med speltid. Den sista säsongen med den belgiska toppklubben vann Anderlecht belgiska ligan, men Safari var ändå inte nöjd med situationen, och fick under våren inte den speltiden som han hade hoppats på. I juni 2013 återvände Safari till FC Basel, och skrev på ett treårigt avtal som sträckte sig till 2016.
Safari hade under sina åtta år utomlands tillbringat sex år i Basel och stuckit emellan med två år i belgiska Anderlecht. På de åtta åren har han vunnit lika många titlar. I svensk fotboll har bara Zlatan Ibrahimovic vunnit fler.
Den 18 januari 2016 blev det klart att Safari återvände till Malmö FF, där han skrev på ett 4,5-årskontrakt med start från den 1 juli 2016. Kontraktet löpte ut i slutet av 2020, och Safari återvände då till sin ungdomsklubb Lunds SK, där han avslutade sin karriär 2021.

## Landslagskarriär
Safari blev uppkallad till det svenska landslagets träningsmatchturné i januari 2008. Han debuterade där mot Costa Rica, och assisterade till matchens enda mål av Samuel Holmén.
Safari var ordinarie vänsterback i landslagets startelva i de sista fem VM-kvalmatcherna som blev slutet på Lars Lagerbäcks tid som förbundskapten 2009. Safari inledde även de två första EM-kvalmatcherna, i september 2010 mot Ungern och San Marino, som ordinarie vänsterback. Men i den tredje EM-kvalmatchen som spelades i Amsterdam mot Nederländerna, den 12 oktober 2010, blev Safari hårt kritiserard och utbytt i halvtid av Erik Hamrén, efter att Safari gjort ett misslyckat inkast som ledde till Nederländernas andra mål, i en match där Sverige blev utspelade och till slut förlorade med 4-1.   Safari kom sedan med i truppen till EM 2012, men fick där ingen speltid. Han spelade därefter i den klassiska VM-kvalmatchen mot Tyskland i Berlin, där Sverige hämtade upp ett 4-0 underläge till 4-4, och kom in i andra halvlek mot England när Friends Arena invigdes den 14 november 2012. Safaris sista 31:a match i landslaget blev träningslandskampen mot Slovakien den 26 mars 2013. Han tackade nej till fortsatt spel i landslaget på grund av familjeskäl.

## Efter fotbollskarriären
Efter att ha avslutat sin fotbollskarriär började Safari att jobba tillsammans med Markus Rosenberg och Petter Andersson i Fotbollsagenturen Full Potential Agency. Han arbetar som mentor till spelare som Melker Widell, Victor Eriksson, Jesper Karlström, Noah Persson, Axel Brönner, Fredrik Hammar, Casper Widell, Samuel Burakovsky, Erdal Rakip, Marcus Antonsson mfl. 

## Meriter
Malmö FF
- Allsvenskan: 2004, 2016, 2017, 2020

FC Basel
- Axpo Super League: 2010, 2011, 2014, 2015, 2016
- Schweiziska cupen: 2010

Anderlecht
- Jupiler League: 2012, 2013

## Säsongsfacit (seriematcher och mål)
- 2014–15: 22 / 0
- 2013–14: 21 / 0 (i Basel)
- 2012–13: 14 / 0
- 2011–12: 20 / 0 (i RSC Anderlecht)
- 2010–11: 28 / 0
- 2009–10: 32 / 1
- 2008–09: 34 / 0 (i Basel)
- 2008: 11 / 0
- 2007: 24 / 0
- 2006: 18 / 2
- 2005: 3 / 0
- 2004: 3 / 0 (i Malmö FF)